# هاري جونز (لاعب كرة قدم بريطاني)
هاري جونز (بالإنجليزية: Harry Jones)‏ (24 مايو 1891 في المملكة المتحدة - 1 مايو 1947) هو لاعب كرة قدم بريطاني (وحمل سابقاً جنسية المملكة المتحدة لبريطانيا العظمى وأيرلندا) في مركز الظهير. شارك مع منتخب إنجلترا لكرة القدم. أما مع النوادي، فقد لعب مع نوتينغهام فورست.

## وصلات خارجية
- هاري جونز على موقع قاعدة بيانات كرة القدم.إي يو (الإنجليزية)
- هاري جونز على موقع ناشيونال فوتبول تيمز (الإنجليزية)